# Neorthacris simulans
Neorthacris simulans är en insektsart som först beskrevs av Bolívar, I. 1902.  Neorthacris simulans ingår i släktet Neorthacris och familjen Pyrgomorphidae. Inga underarter finns listade i Catalogue of Life.